# Alexandros Avranas
Alexandros Avranas (nacido en 1977) es un director de cine griego mejor conocido por películas como Miss Violence y Dark Crimes protagonizada por Jim Carrey .En el Festival de Cine de Venecia de 2013, Avranas ganó el León de Plata al Mejor Director por Miss Violence .